# Городской сад (Кременчуг)
Городской сад (укр. Міський сад) — самый старый парк города Кременчуг, один из старейших парков Украины. Основан в 1787 году по инициативе Григория Потёмкина к приезду в город Екатерины II.

## История

### Городской парк во времена Российской империи

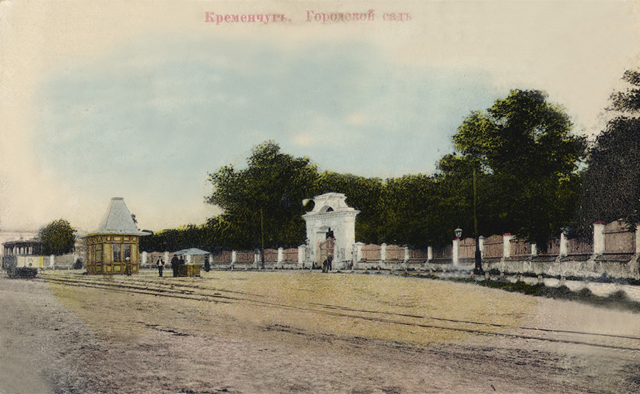
Остановка трамвая возле входа в сад (1900-е годы)

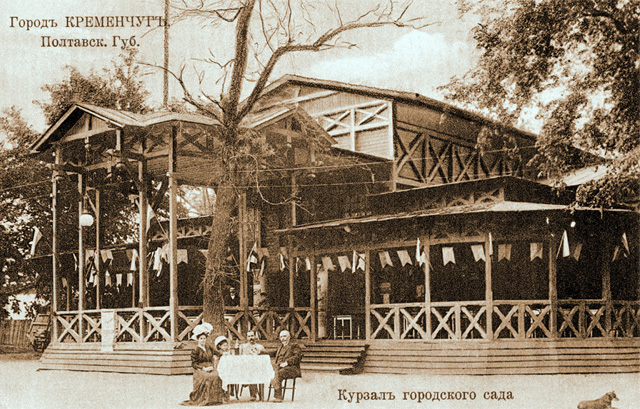
Курзал в саду (1900-е годы)

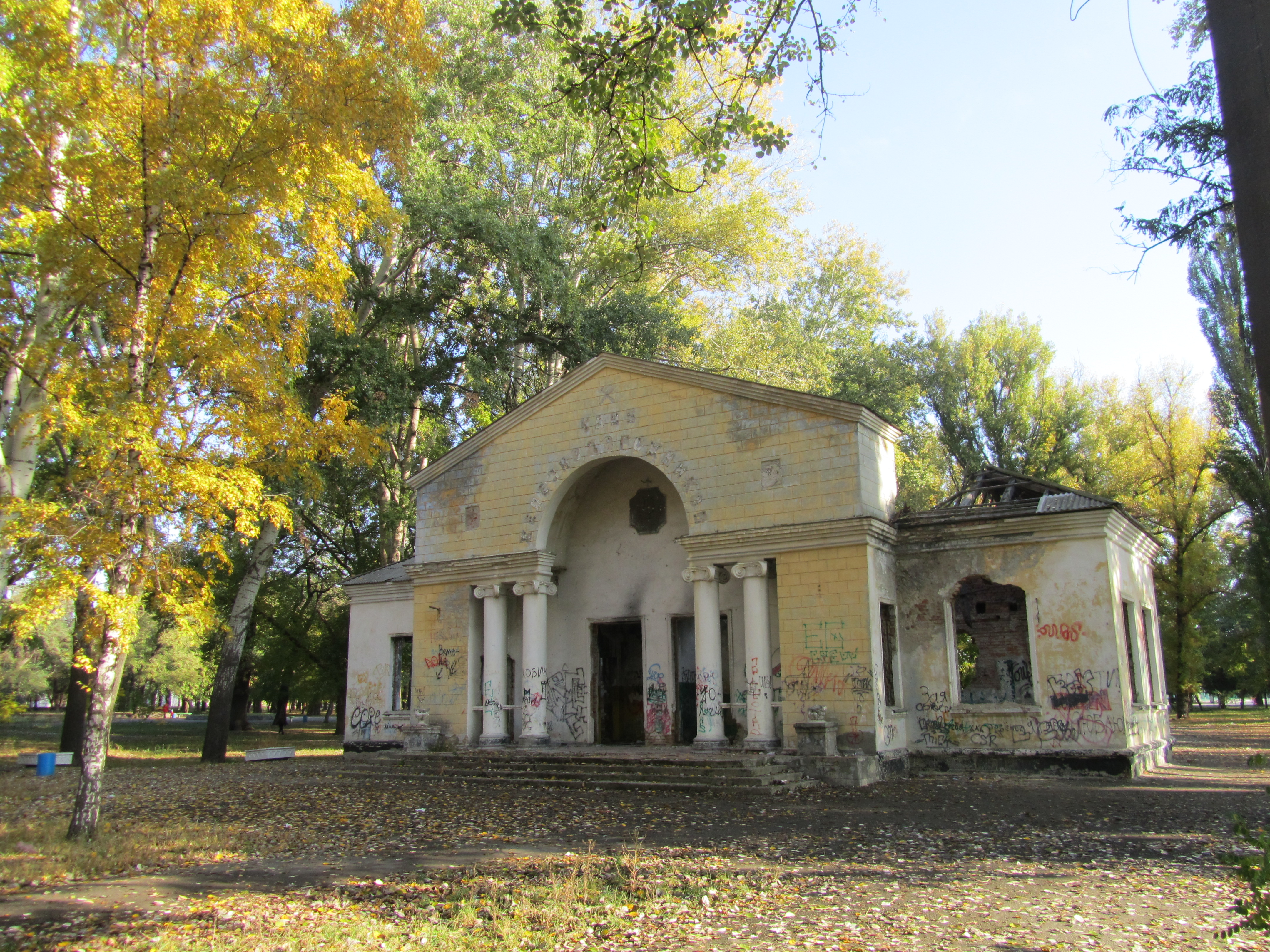
Заброшенный клуб железнодорожников в 2011 году

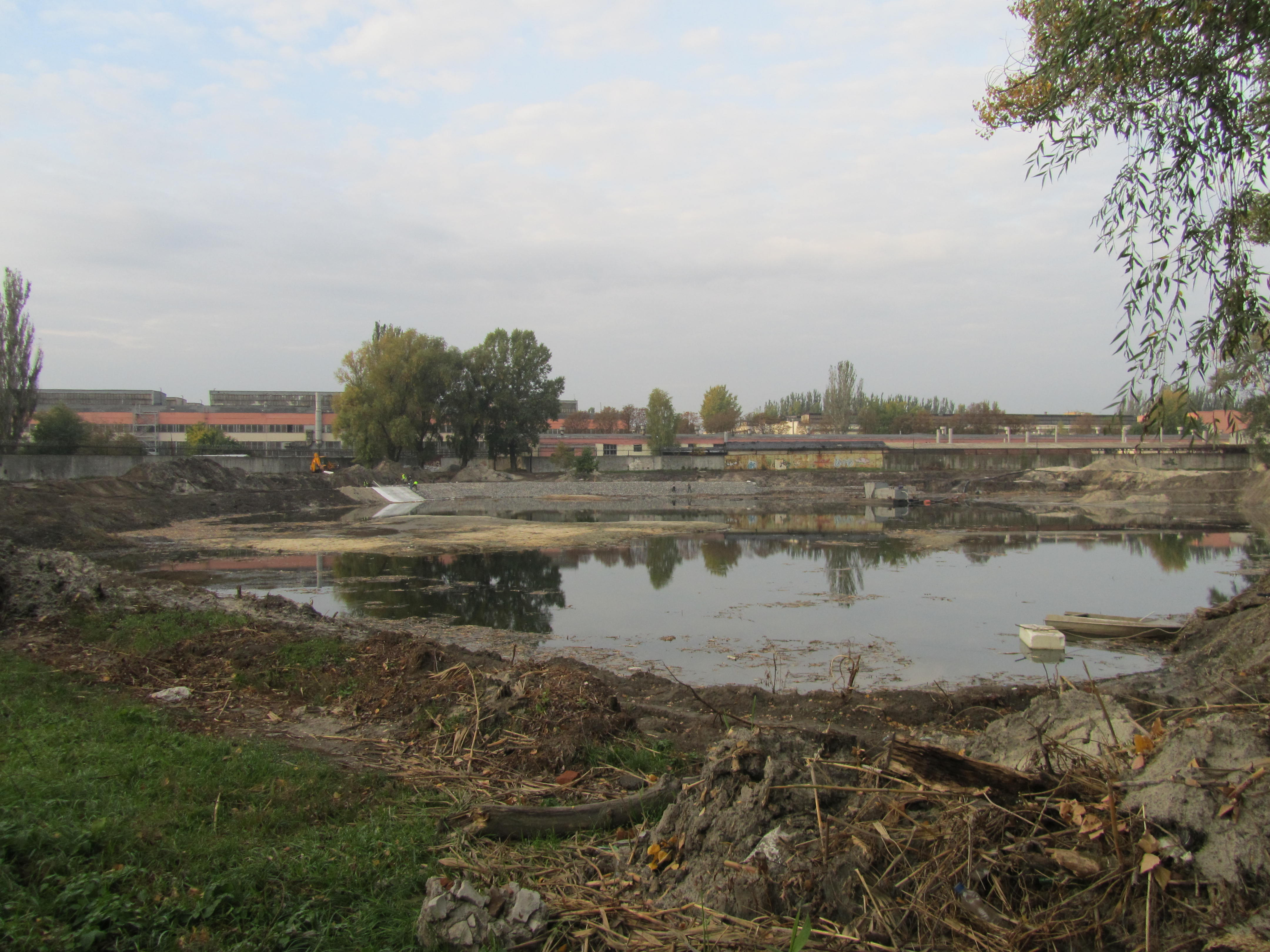
Чистка озера в 2012 году

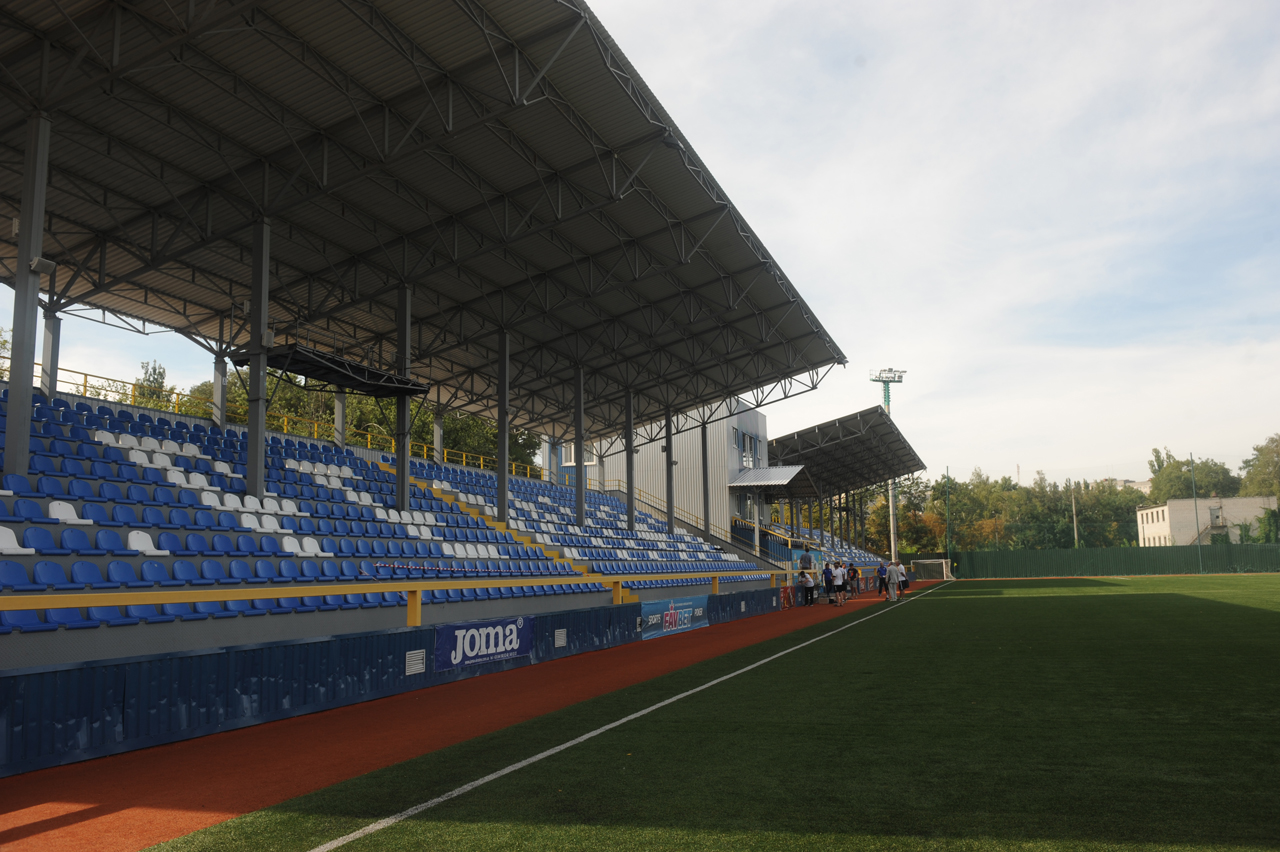
Кремень-арена в 2014 году

С правлением Екатерины ІІ связан расцвет Кременчуга. В 1765 году город становится центром Новороссийской губернии. С 1783 года — временно является центром Екатеринославского наместничества, пока строится Екатеринослав (ныне Днепр). Генерал-губернатором наместничества был Григорий Потёмкин, фаворит императрицы, проживавший в Кременчуге.
В 1770 году по указанию Потёмкина на окраине Кременчуга обустраивается фруктовый сад. В 1783 году Уильям Гульд (англ. William Gould) приступает к созданию на базе сада и дубравы одного из лучших ландшафтных парков Малороссии. Гульд был известным садовым мастером, приглашённым Потёмкиным в Россию из Великобритании. Мастер также принимал участие в создании Александровского и Таврического садов в Петербурге, а также Английского парка в Петергофе. На плане Кременчуга 1784 года изображен прямоугольный партикулярный регулярно распланированный сад. Центральная аллея, идущая с запада на восток, пересекается в трех местах диагональными аллеями. С юга примыкает дубрава с озером, к которому ведёт одна из боковых аллей. На территории дубравы также расположена сетка из тропинок.
В 1787 году императрица Екатерина II в рамках путешествия в Крым дважды посещает Кременчуг. К её приезду в городе завершается обустройство сада. Создается озеро кольцеобразной формы, обложенное белым мрамором, строятся мостики и беседки. Саженцы яблонь, груш и других плодовых деревьев привозятся из Крыма, Кавказа и из-за рубежа. В саду возводят для Екатерины деревянный путевой дворец по проекту Старова Ивана Егоровича, известного зодчего из Санкт-Петербурга, создателя Таврического дворца. Покои расписывает Владимир Боровиковский, художник родом из Миргорода. Боровиковский создает две картины: на одной из них изображен Пётр I в облике землепашца и Екатерина II, засевающая поле, а на другой — императрица в облике Минервы в окружении мудрецов Древней Греции. Во время визита Екатерина II отмечает работу художника и приглашает его в Петербург, где он со временем приобретает славу известного портретиста.

После посещения Кременчуга Екатерина II написала следующие строки: 
Сего 3-го мая на моей галере в 4 верстах от Кременчуга, где я провела три дня в большом красивом и прелестном доме, выстроенным фельдмаршалом князем Потемкиным близ прекрасной дубовой рощи и сада в котором есть грушовые деревья такой вышины и толщины, каких я не видывала отродясь и все в цвету. Я думаю, что бесспорно здесь прекраснейший климат в целом Российской империи. Кременчуг прекраснейшая местность, какую только я видела в своей жизни
Немецкий врач и путешественник А. Меллер, сопровождавщий императрицу во время путешествия, был впечатлён вишнёвыми аллеями в саду.
В 1788 году Потёмкин переезжает в Екатеринослав, куда переводится управление Екатеринославского наместничества. Деревянный дворец, в котором гостила императрица, сгорает вскоре после её визита, в 1789 году. По приказу Потёмкина осенью 1789 года плодовые растения (яблони, вишни, груши, орехи, виноградные лозы) из кременчугского казённого сада перевозятся в парк, заложенный в новой резиденции князя. Работами руководит городничий города Градижск Адлерштраль. Дума Кременчуга несколько раз обращается к губернатору с просьбой передать сад городу, однако просьба удовлетворяется лишь в 1798 году.

К приезду в город императора Александра I в 1819 году Городской сад вновь облагораживается. Вопросами зеленых насаждений занимается садовый комитет, созданный при Городской думе. Сад, однако, располагается за городской чертой, что обуславливает его низкую популярность среди горожан и отсутствие прибыли. В записках Полтавской губернии за 1846 год говорится следующее: 
Содержание такого огромного парка экономически чрезвычайно невыгодно городской думе. Находясь практически за городской чертой, он плохо посещается, а потому не приносит городу никакого дохода. Стремясь как-то облегчить экономическое бремя, городская дума в 1840-х годах отделяет в восточной части сада 13 участков земли для продажи под застройку загородных домов
Со временем от изначальной площади сада и дубравы остается лишь около 20 процентов. В конце XIX века сад вновь активно развивается. В 1899 году бельгийское общество запускает Кременчугский городской трамвай. Одна из остановок размещается рядом со входом в Городской сад, который, таким образом, оказывается связанным с другими частями города двумя трамвайными линиями. Парк сдается городом в аренду: в 1913—1914 годах арендатором выступает Рувим Олькеницкий — антрепренёр Екатерининского театра. В саду открывается летний театр, курзал, кофейный домик, площадки для игры в кегли. По выходным и праздничным дням играет духовой оркестр. Проводятся различные мероприятия, в том числе приуроченные к праздникам: весной 1913 года в саду проходит гулянье ко дню воздушного флота, 25 процентов от выручки перечисляется на усиление флота. Позже в том же году одна из газет анонсирует в саду «большое гуляние», на котором «будет сожжен грандиозный фейерверк». Проходит также «годичный торжественный акт народных школ». В 1914 году в парке открывается первый городской фонтан. Работает кинотеатр — газета писала: «Городской сад. Сеансы синематографа на открытом воздухе, каждые три дня новая роскошная программа картин. Ежедневные гулянья при оркестре военной музыки Брянского полка. Начало гуляний 7,5 часов вечера. Цена за вход — 10 коп. Пивной бар».
Во время Первой мировой войны одна из построек в парке была отдана под военный госпиталь.

### Парк Железнодорожников в Советский период
В начале 1920-х годов, после революции и гражданской войны, Кременчуг находится в упадке. Около половины деревьев сада было вырублено горожанами для отопления.
С 1924 года однако городской сад восстанавливается, получает название «Парк Железнодорожников» (укр. «Парк Залізничників») и становится любимым местом отдыха кременчужан. Активно высаживаются новые деревья. На берегу озера строится клуб железнодорожников по типовому проекту.
Во время Второй мировой войны парк существенно пострадал. Во время одного из обстрелов снаряд попал в устроенный немцами на территории склад горюче-смазочных материалов, вспыхнул пожар. Для устранения пожара используется труд узников концлагерей, расположенных в городе.
После войны парк вновь активно восстанавливается и облагораживается. Проводятся массовые гуляния и спортивные праздники. Устанавливаются скульптуры Ленина и Сталина. В период развенчания культа личности Сталина в 1956 году памятник был демонтирован. Памятник Ленину был перенесён ко входу в парк и позже также демонтирован.
В советский период была построена электростанция, использовавшая воду паркового озера для охлаждения. Из-за сброса в озеро теплой воды оно получило неофициальное название «Горячка».

### Запустение в 90-х годах XX века и возрождение в XXI веке
Ворота сада и часть ограды сохранились до конца 1980-х годов. После начала строительства нового здания прокуратуры и благоустройства прилегающей к ней территории, ворота и ограда были снесены. Здание клуба железнодорожников пустовало. После остановки электространции, сбрасывавшей теплую воду в озеро, начинается его заболачивание.
В 1993 году парк получает статус памятника городского значения. В 1997 году ему возвращается изначальное название. В 1998 году городская власть передает парк на баланс благотворительной организации «Христианский мир». Организация располагается в бывшем здании клуба железнодорожников, а также сдаёт площади в безвозмездную аренду другим организациям. За семь лет нахождения на балансе «Христианского мира» парк пришёл в полное запустение. Высаженные в 1998 году деревья погибли.
В 2007 году парк был передан на баланс футбольного клуба «Кремень». В том же году на территории парка была построена «Кремень-арена» — стадион и спорткомплекс футбольной команды. Здание клуба железнодорожников пустовало и многократно горело. Парк оставался в заброшенном состоянии. К 2011 году от изначальной дубовой рощи остался один дуб, на улице Черныша.
Во время управления городом мэром Олегом Бабаевым стадион и спорткомплекс были реконструированы. Были разработаны планы по восстановлению парка, строительству на месте заброшенного клуба железнодорожников гостинично-ресторанного комплекса, а также по обустройству освещения, сооружению катка и теннисных кортов. В 2012 году началась чистка озера, вслед за которой началась комплексная реставрация парка. Вход был оформлен в стиле снесённой в 1980-х годах исторической арки. В 2015 году на озере была построена беседка, также выполненная в историческом стиле. В 2016 году в озеро была выпущена рыба. C 2016 года сад находится на балансе КП «Благоустройство Кременчуга». По состоянию на 2017 год, планируется появление в Городском саду новых клумб, креативной зоны отдыха возле озера, а также понтона для катамаранов.